# サンボル2世
サンボル2世（Sambor II、1211/2年 - 1277/8年）は、ポモジェ東部のトチェフ公。

## 生涯
グダニスク公ムシチュイ1世の息子で、シフィエントペウク2世の弟。メクレンブルクの公女メヒティルド（ハインリヒ・ボルヴィン2世の娘）と結婚し、あいだにもうけた娘の一人マウゴジャータは1248年にデンマーク王クリストファ1世と結婚した。サンボルは一人息子スビスワフの死後、息子を偲んで、サンボリアの地（現在のプレプリン）にシトー会の修道院を建設した。しかし1266年3月、オリヴァで交わした教会に土地を返還するという盟約を破り、破門されている。
サンボル2世は強大な兄シフィエントペウク2世と対立して抗争を始め、同じく兄と対立するドイツ騎士団の同盟者となった。後継ぎのいないサンボル2世は、グニェフ（メーヴェ）など遺領の大部分を騎士団に譲渡した。サンボル2世の遺産を相続したことにより、ドイツ騎士団はヴィスワ川左岸において確固たる勢力を築くことが出来た。その一方で、甥であるムシチュイ2世、娘婿のイノヴロツワフ公ジェモミスウらがサンボル2世の遺産相続を主張した。